# Microkosmos en macrokosmos
Microkosmos en macrokosmos maken oorspronkelijk deel uit van een opvatting uit een Oudgriekse kosmologie die de samenhang en hiërarchie beschrijft van al het bestaande. Daarbij wordt onderscheid gemaakt tussen verschillende niveaus of 'sferen'. De hiërarchie heeft betrekking op wat zich op grote, metafysische schaal afspeelt (gewoonlijk door de buitenste sferen gesymboliseerd) - de macrokosmos - en datgene wat tot het aardse behoort - de microkosmos - of binnenste sfeer. Het concept heeft veel invloed gehad op de natuurfilosofie, zoals bij alchemie, en bij voorwetenschappelijke, geocentrische wereldbeelden en kosmologieën zoals in de astrologie het geval is. 
Microkosmos en macrokosmos zijn twee aspecten van een theorie ontwikkeld door de oude Griekse filosofen om de mens en zijn plaats in het heelal te beschrijven. Deze vroege denkers zagen de individuele mens als een kleine wereld (microkosmos), waarvan de samenstelling en structuur overeenkwamen met die van het heelal, of 'grote wereld' (macrokosmos). Kosmos betekende bij hen in algemene zin orde: een impliciete harmonische ordening van de onderdelen in een organisch systeem. Vergelijkingen tussen de maatschappij en de mens, evenals de samenleving en het heelal, waren varianten van deze theorie. 
Deze analogieën genoten een lang leven, eerst in het Middellandse Zeegebied in de Oudheid, en later in heel Europa tijdens de middeleeuwen. De ideeën werden gemeengoed in de renaissance en de vroegmoderne tijd, maar verloren hun geloofwaardigheid toen een mechanistisch model van het universum dominant werd in de zeventiende en achttiende eeuw.